# Margrit Tröhler
Margrit Tröhler (* 21. Juni 1961 in Basel) ist eine Schweizer Filmwissenschaftlerin.

## Leben
Nach dem Studium der Germanistik, Romanistik und Geschichte an der Universität Basel, dem Studium und Promotion in Filmwissenschaft in Paris (EHESS und Universität Paris-Nanterre) und der Habilitation 2002 an der Universität Zürich war sie von 2003 bis 2021 Professorin für Filmwissenschaft an der Universität Zürich.
Ihre Forschungsschwerpunkte sind Arbeiten zur (audio-)visuellen Kultur allgemein, zur Abgrenzung und Vermischung von Fiktion/Nichtfiktion, zu Found-Footage-Filmen und der Erinnerung der Bilder, zum Dokumentarfilm und zur Dokumentarfilmtheorie sowie zu Fragen des Essayfilms, zu ästhetischen, narratologischen, figuren- und schauspieltheoretischen Ansätzen; Theoriegeschichte: frühe und klassische Filmtheorie in Frankreich und Deutschland, theoretische Konzeptionen des Dokumentarischen vor 1950 sowie Ansätze der modernen Filmtheorie in Frankreich nach 1945.

## Schriften (Auswahl)
- Offene Welten ohne Helden. Plurale Figurenkonstellationen im Film. Schüren, Marburg 2007, ISBN 3-89472-515-X.
- mit Jörg Schweinitz (Hg.): Die Zeit des Bildes ist angebrochen! Französische Intellektuelle, Künstler und Filmkritiker über das Kino. Eine historische Anthologie 1906–1929. Berlin 2016, ISBN 3-89581-409-1.
- mit Fabienne Liptay (Hg.): Chantal Akerman. München 2017, ISBN 3-86916-589-8.
- mit Guido Kirsten (Hg.): Christian Metz and the codes of cinema. Film semiology and beyond. Amsterdam 2018, ISBN 90-8964-892-5.